# Festa Major de Reus

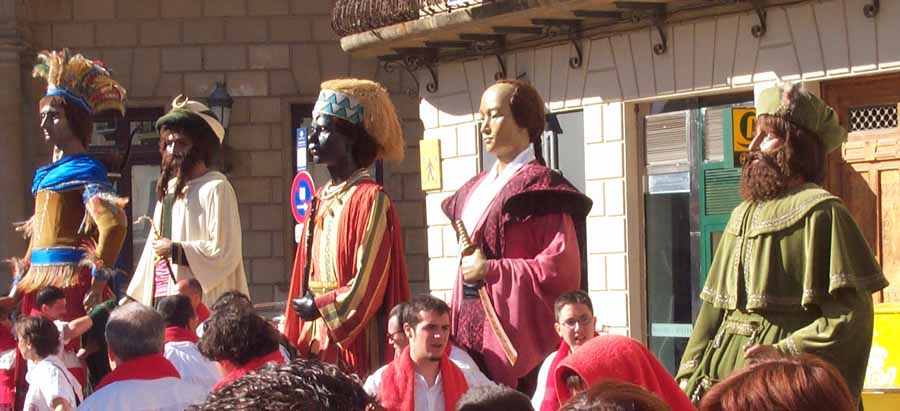
El Gegants Originals de Reus

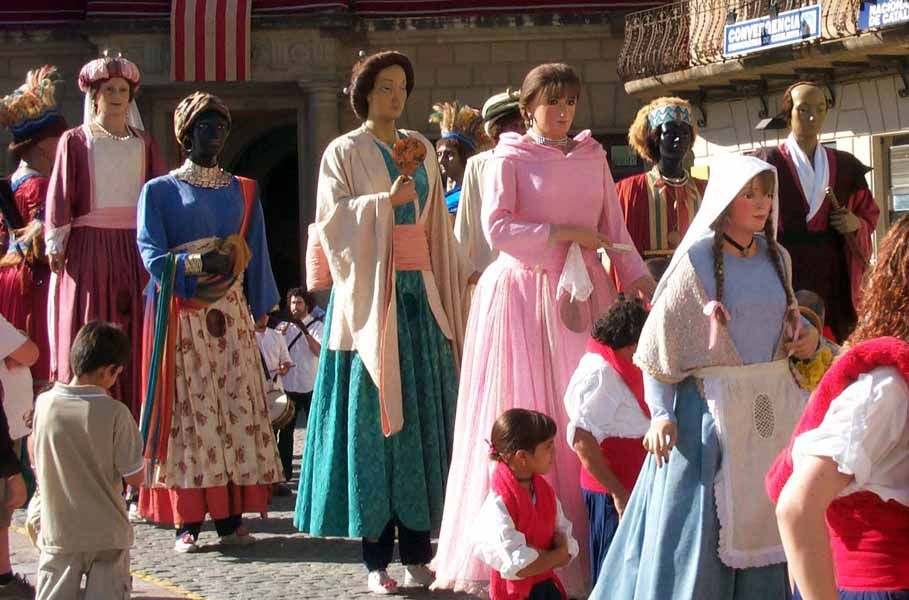
El Gegants Originals de Reus

La Festa Major de Sant Pere és considerada la festa gran de Reus. Declarada Festa patrimonial d'interès nacional per la Generalitat, té desenes d'actes, que giren al voltant de la tronada.

## Història
La diada de Sant Pere i de Sant Pau, el 29 de juny, es va començar a celebrar a Reus des del mateix moment de la fundació de la ciutat, al segle xii. Un dels primers carrers de la vila del qual se'n coneix el nom és el de Sant Pere, el 1368. Al segle xvii, el 1611, s'obrí una nova plaça davant de l'església, la plaça de Sant Pere. La devoció a sant Pere va augmentar el 1625 i 1626, quan arribà una relíquia del sant i es preparà una gran festa per rebre-la, anunciada per al 7 de novembre de 1625. A partir de l'arribada de la relíquia, la diada de Sant Pere es converteix en la data essencial del calendari festiu reusenc.
La professó va ser, durant anys, l'eix de la celebració de la Festa Major, sempre acompanyada pel seguici festiu i les autoritats. Amb la revolució de setembre de 1868 es van suprimir els actes religiosos, però van seguir les cercaviles dels gegants i la mulassa, les danses del seguici i festes i balls a les societats de la ciutat. Amb la Restauració, la festa tornà a la tradició i a les festes religioses. La ciutat no viuria cap altra festa major laica fins a la Segona República, però des de 1900 hi va haver intensos debats sobre la participació dels regidors a les professons o els ajuts municipals als actes religiosos. A partir dels anys vuitanta del segle xx es replanteja la festa amb el que se'n diu la tornada a les "festes populars i tradicionals", es reincorporen elements històrics al seguici i se'n creen altres de nous.
Una part important del conjunt d'elements que formen l'actual Seguici Festiu de Reus estan ja documentats als segles XVII i xviii. Els gegants, la mulassa, el ball de bastons, els nanos i els diables s'han mantingut vigents al llarg dels anys, sense patir interrupcions. Altres balls antics van desaparèixer entre els segles xviii i xix, alguns dels quals es van recuperar a finals del segle xx. A Reus s'han recuperat per a la Festa Major el Ball de Gitanes, la Dansa de Mossèn Joan de Vic, el Ball de Prims, el Ball de cercolets, el Ball de cavallets, el Ball de Valencians, el Ball de Galeres, el Bou de Reus, el Ball de Dames i Vells, i l'Àliga, reintroduïts a la festa intentant seguir el que es coneixia documentalment. Alguns d'aquests elements són excepcionals per existir únicament a Reus com és el cas dels balls de Prims, de Mossèn Joan de Vic i de Galeres. També s'han incorporat elements de nova creació, basats en elements existents a Catalunya, encara que no se’n tingui cap notícia a Reus: s'han afegit a la festa i ja estan acceptats popularment, com és el cas del canó, el gegant Carrasclet, el drac, el lleó, la víbria, el basilisc, la moixiganga o el Ball parlat del Carrasclet. Els castells, presents a Reus des del segle xix, donen a la ciutat la categoria de plaça castellera de referència.

## Descripció

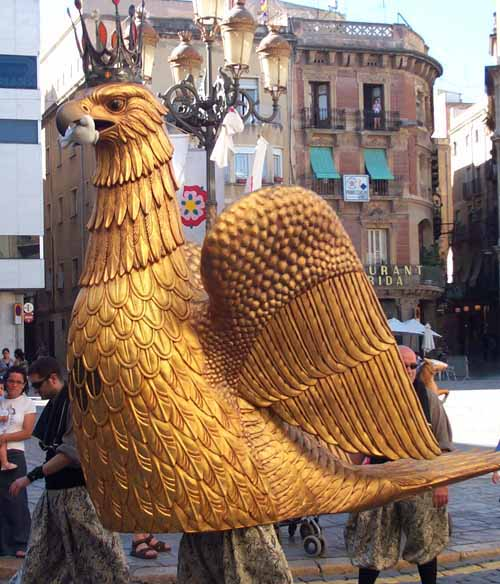
L'Àliga de Reus

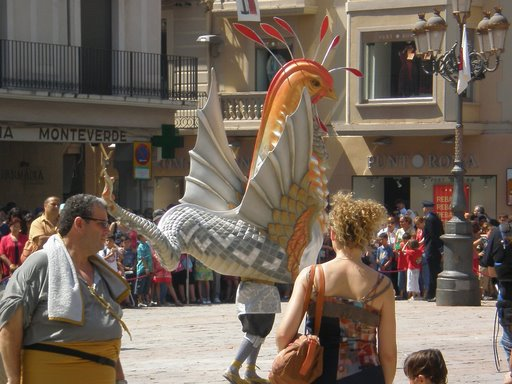
Basilisc de Reus

El dia central és el 29 de juny, dia de Sant Pere, però hi ha diverses activitats que se celebren abans. Les festes comencen per la revetlla de Sant Joan, el 23 de juny, amb l'arribada de la Flama del Canigó, que es reparteix pels pobles del Baix Camp, la cercavila del gegant Carrasclet, la cercavila de foc del Ball de diables i la foguera. El 24 de juny, a la Sala de Plens de l'Ajuntament, es fa el Pregó de la Festa. En acabar, es concedeix el Tro de Festa a alguna persona destacada per la seva col·laboració anònima a la Festa Major. El pregoner, acompanyat per un grup de ministrers, fa una crida des del balcó de l'ajuntament i baixa a la plaça del mercadal per a encendre la primera Tronada de la festa. Entre els dies 25 i 27 surt el Canó a anunciar les festes. El 27 comença la Festa major Petita amb cercaviles dels grups infantils del Seguici.
Els dies que van de Sant Joan a Sant Pere hi ha diversos actes de caràcter festiu com són la Cercavila del Masclet, els Cossos o diada d'esports tradicionals, el sopar popular de Bou i arròs o la representació del Ball de Dames i Vells de Reus. El dissabte anterior a Sant Pere se celebra la Diada Castellera de Sant Pere. També es fan ballades de sardanes, concerts musicals de tots tipus, castells de focs, Barraques de festa Major... La setmana d'actes culmina la vigília de Sant Pere, el 28 de juny. Des de les 9 del matí fins a les 5 de la tarda, hi ha el Toc de Festa de les campanes del campanar i cercavila dels grups festius de la ciutat (l'Àliga, els Gegants, els Nanos i la Mulassa, i oberta a altres grups). A les 8 del vespre hi ha l'anada a completes a la Prioral de Sant Pere del Seguici Festiu de Reus i les autoritats. Durant l'acte es treu la imatge del sant, guardada tot l'any a l'altar tancada sota tres panys. Les claus les custodien l'alcalde de la ciutat, el prior de sant Pere i el mossèn més vell de la ciutat; antigament, la comunitat de preveres. A la tornada, els Xiquets de Reus pugen a plaça amb el tradicional Pilar Caminant, que va des de la plaça de Sant Pere fins a davant de l'Ajuntament, on gira fins que queda encarat a plaça. Posteriorment, s'engega la segona tronada i esclata un castell de focs que donen pas a un seguit de revetlles per diversos punts de la ciutat que s'estiren fins a la matinada.
El Dia de Sant Pere (29 de juny), les "matinades", una cercavila a càrrec de diversos grups de grallers i tabalers, surt a les 7 del matí. A les 9, s'ha establert el costum de tirar coets, per "despertar Reus". A les 10, s'obren als ciutadans les portes del campanar, únic dia de l'any en què es pot visitar. A 2/4 de 12 del matí esclata la tercera tronada i al mig de la plaça del Mercadal hi ha l'actuació de lluïment dels grups festius. En acabat, l'actuació castellera amb els Xiquets de Reus. Al vespre del 29 de juny es torna a concentrar el Seguici Festiu, les autoritats i la ciutadania a la plaça del Mercadal per anar en seguici fins a la Prioral a buscar la imatge del Patró, que és portada en processó fins a la plaça del Mercadal. Just en el moment en què el Sant s'atura davant de l'Ajuntament, s'engega la darrera Tronada. Durant la processó, des del campanar, es fa el Toc General de Festa. Després, el Seguici retorna a la Prioral i en el moment de l'entrada de la Imatge a l'església, tots els elements festius alhora esclaten a ballar. Com a colofó a les festes els gegants bicentenaris i l'Àliga tornen a la plaça a fer les darreres ballades i finalment una carretillada dels diables tanca la Festa.
Alguns elements del Seguici Festiu tenen la seva contrapartida en la celebració de la Festa Major Petita, i formen el Seguici Festiu Petit. El Seguici Petit té origen l'any 1997, quan la Colla gegantera va crear els gegantons Fadrins, i després la Mulassa petita, a causa de la gran quantitat de nens i nenes que participaven en les sortides de la colla. Ara, el dia 27 de juny comença la Festa Major Petita, amb tot d'elements festius que segueixen les pautes dels grans. Tenim avui, a banda dels gegants i la mulassa, el Ball de diables petit, els Balls de bastons petits, el Drac petit, el Ball de Valencians petit, el Ball de gitanes petit, els Nanos petits, el Ball de cercolets petit, el Ball de prims petit i el Ball de pastorets petit.
L'any 2013 quasi tot el Seguici de la Ciutat de Barcelona (Gegants del Pi, Santa Maria del Mar, Ciutat de Barcelona, Gegants Nous i Vells de la Casa de la Caritat, Cavallets Cotoners, Capgrossos, Macers, Àliga de la Ciutat de Barcelona…) van anar a Reus per fer l’intercanvi perquè tot el Seguici de Reus havia estat convidat a les Festes de Santa Eulàlia. Van ser exposats dies abans de la cercavila al Palau Bofarull de Reus. En arribar a la Plaça del Mercadal van simular el Toc d’Inici a Reus.
L’any 2017, Reus va celebrar el Congrés i Trobada de Gegants i d’Imatgeria Festiva, del 12 al 15 d’octubre del 2017

## Barraques de Reus
Les Barraques de Reus són un conjunt de concerts i activitats festives que es realitzen a Reus com a tret de sortida per la festa major de Sant Pere, i es fan per Sant Joan. Acostuma a durar quatre dies, tot i que el 2009 en va durar cinc, per commemorar el seu desè aniversari. Té com a data forta la revetlla de Sant Joan.
La programació de les festes de sant Pere, a partir dels anys 90 va tenir diverses iniciatives experimentals amb noves formules, com per exemple la «Rierada Musical», una gran actuació d'uns 300 músics de cobla, gralla, coral, orquestra o dixieland, conduïda per Carles Santos. El 1999, un grup de joves de diversos col·lectius va plantejar un projecte participatiu i autogestionat, una alternativa al model festiu tradicional, pensat com una trobada familiar on la música, els tallers i els jocs cooperatius tenien el seu espai. Els impulsors eren Kunst & Revolution, el Casal Despertaferro, l'Agrupament Escolta La Mulassa, Fantasmes Culturals, Tabernacle, CGT, i el Col·lectiu Apatxe. En aquest festival alternatiu hi van actuar els grups reusencs Kefir i Torazinas, els barcelonins Trimelón de Naranjus i els prioratins Llunàtics, i hi col·laborava l'Institut Municipal d'Acció Cultural (IMAC). Va tenir una gran acceptació, però no es va tornar a celebrar fins al 2001, i per desacord amb l'Ajuntament, el 2002 no va tenir lloc. El 2003, amb un acord per no muntar una contra programació, es va re-emprendre el festival, amb gran èxit, que va durar fins al 2008, quan es va traslladar al parc de la festa.
La Coordinadora de Barraques de Reus es compon de diferents entitats, actualment 24 (2011), que formen l'ens que organitza tota la festa en diferents sectors. Des dels primers anys, la festa de Barraques es realitzava al Mas d'Iglésies de Reus, una zona verda bastant aïllada del centre, però no lluny, que permetia un ràpid accés i una bona zona de descans. A partir del 2008 es canvia l'emplaçament i passa a realitzar-se al Roquís, al Parc de la Festa, un descampat situat al costat de les piscines municipals de Reus. Aquest canvi d'ubicació va provocar inicialment moltes crítiques a l'ajuntament. Entre els grups que hi han actuat, destaquen Mesclat, Habeas Corpus, Obrint Pas, Lax'n'Busto, Companyia Elèctrica Dharma, Soziedad alkohólika, Al Tall, Kiko Veneno, Els Pets, Barricada, The Pinker Tones, Zoo, Green Valley, Doctor Prats, entre d'altres. Es fan altres activitats com un concurs per realitzar el cartell de Barraques i sortides per a diferents pobles quan estan de festa major.